# Samir Fazlagić
Samir Fazlagić (Čapljina, 21 ottobre 1982) è un ex calciatore norvegese, di ruolo difensore.

## Carriera

### Club
Fazlagić iniziò la carriera professionistica con la maglia dello Stabæk. Debuttò nell'Eliteserien in data 5 agosto 2001, sostituendo Mike Kjølø nella vittoria per quattro a zero sul Sogndal. Il 30 maggio 2002 segnò una tripletta ai danni dello Aurskog/Finstadbru, in un match valido per l'edizione stagionale della Coppa di Norvegia e vinto dallo Stabæk per nove a zero. Il 27 ottobre dello stesso anno, realizzò il primo gol nella massima divisione norvegese: fu infatti suo uno dei gol che sancirono il sette a due sul Moss.
Nel 2004, passò in prestito allo Skeid, in 1. divisjon. Esordì con la nuova maglia in data 8 agosto, nella sconfitta per quattro a zero in casa del Moss. Il 17 ottobre siglò l'unica rete in campionato con questa maglia, nel quattro a zero sul Bryne.
Nel 2005, si trasferì a titolo definitivo allo Strømsgodset. La prima gara con questa casacca la giocò il 10 aprile, nel pareggio per uno a uno contro il Sandefjord. Il 12 giugno arrivarono le prime reti per il Godset, quando realizzò una doppietta ai danni del Sogndal, in una partita che si concluse con il punteggio di due a due.
Nel 2010 si trasferì al Nybergsund-Trysil, per cui esordì in data 5 aprile nel successo per due a uno sul Mjøndalen. Il 1º agosto andò in rete nella vittoria per quattro a uno sul Follo.
Il 20 gennaio 2011 fu reso noto il suo passaggio al Kongsvinger. Il 1º maggio 2013, rescisse il contratto che lo legava al club.

### Nazionale
Dopo aver ricevuto una convocazione dalla Bosnia ed Erzegovina U21, giocò 3 partite per la Norvegia under 21, facendo registrare un gol all'attivo.
Debuttò il 14 gennaio 2003, nella sfida amichevole contro il Brasile U-21, terminata in pareggio per 1-1, segnando la rete in favore degli scandinavi.